# Коне, Эммануэль
Куаматье Эммануэль Коне (фр. Emmanuel Kouamatien Koné; род. 31 декабря 1986, Абонгуа, Адзопе) — ивуарийский футболист, полузащитник.

## Карьера
Эммануэль Коне — воспитанник клуба «АСЕК Мимозас». С 2003 года он начал выступать за основной состав команды. Коне выиграл с клубом четыре чемпионата Кот-д’Ивуара, три Кубка Кот-д’Ивуара и три Суперкубка Кот-д’Ивуара.
В феврале 2008 года Коне перешёл в румынский клуб «ЧФР Клуж», заплативший за трансфер полузащитника 300 тыс. евро. Однако в сезоне 2007/08 Коне не провёл за «Клуж» ни одной игры. 29 августа 2008 года Коне дебютировал в чемпионате Румынии против клуба «Политехника»; в том же году он помог команде выиграть Кубок Румынии. В сезоне 2009/10 Коне играл, на правах аренды, за клуб «Интернационал» (Куртя-де-Арджеш), проведя 30 игр и забив 4 гола.

## Международная карьера
В составе сборной Кот-д’Ивуара Коне дебютировал 8 июня 2008 года в отборочном турнире к чемпионату мира с командой Мадагаскара, игра завершилась вничью 0:0. В 2010 году Коне играл на Кубке африканских наций и чемпионате мира.

## Достижения
- Чемпион Кот-д’Ивуара: 2003, 2004, 2005, 2006
- Обладатель Кубка Кот-д’Ивуара: 2003, 2005, 2007
- Обладатель Суперкубка Кот-д’Ивуара: 2004, 2006, 2007
- Обладатель Кубка Румынии: 2009